# Canaryfly
Canary Fly, SL, веде бізнес як Canaryfly (IATA: PM, ICAO: CNF) — іспанська авіакомпанія, яка виконує регулярні рейси між Канарськими островами.
Його головний офіс знаходиться в ангарі L в аеропорту Гран-Канарія.

## Історія
Компанія Canaryfly була заснована в 2008 році під назвою Canarias Aeronautica, виконувала рейси між Канарськими островами та Африкою. У травні 2012 року Canaryfly розпочала свій перший маршрут між різними островами Канарського архіпелагу. Canaryfly очолює Регуло Андраде, компанія має понад 150 співробітників у 20 відділах.

## Флот

### Поточний флот
Станом на вересень 2020 року флот Canaryfly складається з таких літаків ATR:
| Літак      | В обслуговуванні | Замовлення | Пасажири | Примітки |
| ---------- | ---------------- | ---------- | -------- | -------- |
| ATR 72-500 | 6                | 0          | 72       |          |
| Всього     | 6                | 0          |          |          |

### Колишній флот
| Літак                                   | В обслуговуванні | Введено  | Виведено | Пасажири | Примітки |
| --------------------------------------- | ---------------- | -------- | -------- | -------- | -------- |
| ATR 42-320                              | 2                | 2011     | 2016 рік | 48       |          |
| Fairchild-Swearingen SA227-BC Metro III | 2                | 2009 рік | 2015 рік | 19       |          |
| Fairchild-Swearingen SA226-AT Metro II  | 1                | 2008 рік | 2014 рік | 19       |          |
| Всього                                  | 5                | —        | —        | 80       |          |

## Маршрути
Canaryfly обслуговує такі внутрішні напрямки (станом на березень 2017 року):
- Гран-Канарія — Лансароте
- Ла-Пальма — Тенерифе
- Фуертевентура — Гран-Канарія
- Гран-Канарія — Тенерифе
- Тенерифе — Лансароте
- Тенерифе — Фуертевентура
- Гран-Канарія — Ієрро
- Тенерифе — Ієрро